# Johan Gabriel Bergman
Johan Gabriel Bergman, född 28 augusti 1732 i Björneborg, död 11 november 1793 i Åbo, var en finländsk läkare.

## Biografi
Bergman promoverades i Uppsala till filosofie magister 1757 och avlade där 1766 medicinska examina samt utgav 1776 under Carl von Linnés presidium sin gradualdisputation, De effectu et cura vitiorum diæteticorum generali. Samma år utnämndes han till provinsialläkare i Åbo och kort därefter till lasarettsmedikus i samma stad. År 1768 promoverades han till medicine doktor och erhöll 1775 assessors namn och värdighet. 
Bergman erkändes som en lärd och erfaren man. Han verkade dock mer som praktiserande läkare än som skriftställare. Bland hans skrifter kan nämnas det populära arbetet Om kikhosta och dess behandling, från 1782.